# العلاقات الصومالية الجيبوتية
العلاقات الصومالية الجيبوتية هي العلاقات الثنائية التي تجمع بين الصومال وجيبوتي.

## التاريخ
تحافظ جيبوتي والصومال على علاقات وثيقة بسبب تاريخهما المشترك وتكوينهما الديموغرافي المتشابه ، حيث تشكل المجموعة العرقية الصومالي عنصر الأغلبية السكانية في كلا البلدين.
أثناء حرب أوجادين (13 يوليو 1977 - 15 مارس 1978) التي دارت رحاها بين الحكومة الصومالية ونظام إثيوبيا درغ ، أرسلت السلطات الجيبوتية معلومات استخباراتية عسكرية إلى السلطات الصومالية.
بعد بدء الحرب الأهلية في الصومال في أوائل التسعينيات ، أصبحت جيبوتي ، بصفتها المقر الرئيسي للهيئة الإقليمية الهيئة الحكومية الدولية المعنية بالتنمية ، مشاركًا نشطًا في عملية السلام الصومالية. في عام 2000 ، استضافت جيبوتي مؤتمر Arta ،  بالإضافة إلى محادثات 2008-2009 بين الحكومة الفيدرالية الانتقالية والتحالف من أجل إعادة تحرير الصومال ، مما أدى إلى تشكيل حكومة ائتلافية. انضمت جيبوتي لاحقًا إلى بعثة الاتحاد الأفريقي إلى الصومال في عام 2011.
بعد إنشاء الحكومة الفيدرالية للصومال في عام 2012 ،  حضر أيضًا وفد جيبوتي حفل تنصيب الرئيس الصومالي الجديد.

## مقارنة بين البلدين
هذه مقارنة عامة ومرجعية للدولتين:
| وجه المقارنة                                              | الصومال                        | جيبوتي                    |
| --------------------------------------------------------- | ------------------------------ | ------------------------- |
| المساحة (كم2)                                             | 637.66 ألف                     | 23.20 ألف                 |
| عدد السكان (نسمة)                                         | 14.74 مليون                    | 956.99 ألف                |
| الكثافة السكانية (ن./كم²)                                 | 23.12                          | 41.25                     |
| العاصمة                                                   | مقديشو                         | جيبوتي                    |
| اللغة الرسمية                                             | اللغة الصومالية، اللغة العربية | لغة فرنسية، اللغة العربية |
| العملة                                                    | شلن صومالي                     | فرنك جيبوتي               |
| الناتج المحلي الإجمالي (بليون دولار)                      | 7.37 مليار                     | 1.84 مليار                |
| الناتج المحلي الإجمالي (تعادل القوة الشرائية) بليون دولار |                                | 3.10 مليار                |
| الناتج المحلي الإجمالي الاسمي للفرد دولار أمريكي          | 549                            | 1.95 ألف                  |
| الناتج المحلي الإجمالي للفرد دولار أمريكي                 |                                | 3.27 ألف                  |
| مؤشر التنمية البشرية                                      |                                | 0.470                     |
| رمز المكالمات الدولي                                      | +252                           | +253                      |
| رمز الإنترنت                                              | .so                            | .dj                       |
| المنطقة الزمنية                                           | ت ع م+03:00                    | ت ع م+03:00               |

## منظمات دولية مشتركة
يشترك البلدان في عضوية مجموعة من المنظمات الدولية، منها:
| علم المنظمة | اسم المنظمة                                 | تاريخ انضمام الصومال | تاريخ انضمام جيبوتي |
| ----------- | ------------------------------------------- | -------------------- | ------------------- |
|             | الأمم المتحدة                               | 20 سبتمبر 1960       | 20 سبتمبر 1977      |
|             | جامعة الدول العربية                         | 14 فبراير 1974       | 4 سبتمبر 1977       |
|             | صندوق النقد العربي                          | ?                    | ?                   |
|             | منظمة التعاون الإسلامي                      | ?                    | ?                   |
|             | منظمة حظر الأسلحة الكيميائية                | ?                    | ?                   |
|             | منظمة الشرطة الجنائية الدولية               | ?                    | ?                   |
|             | الاتحاد الأفريقي                            | ?                    | ?                   |
|             | البنك الإفريقي للتنمية                      | ?                    | ?                   |
|             | الصندوق العربي للإنماء الاقتصادي والاجتماعي | ?                    | ?                   |
|             | مؤسسة التنمية الدولية                       | 31 أغسطس 1962        | 1 أكتوبر 1980       |
|             | يونسكو                                      | 15 نوفمبر 1960       | 31 أغسطس 1989       |
|             | مجموعة دول أفريقيا والكاريبي والمحيط الهادئ | ?                    | ?                   |
|             | الاتحاد البريدي العالمي                     | ?                    | ?                   |
|             | البنك الدولي للإنشاء والتعمير               | 31 أغسطس 1962        | 1 أكتوبر 1980       |
|             | الاتحاد الدولي للاتصالات                    | 28 سبتمبر 1962       | 22 نوفمبر 1977      |
|             | مؤسسة التمويل الدولية                       | 31 أغسطس 1962        | 1 أكتوبر 1980       |

## وصلات خارجية
- موقع وزارة الخارجية الصومالية